# Saying Somethin'!
Saying Somethin'! — студійний альбом американського джазового саксофоніста Джиджі Грайса, випущений у 1960 році лейблом New Jazz.

## Опис
На цьому альбомі альт-саксофоніст Джиджі Грайс грає зі своїм останнім постійним гуртом перед тим, як переїхав в Африку і залишив музику. Тут Грайс грає з квінтетом з Річардом Вільямсом на трубі, піаністом Річардом Ваєндсом, басистом Реджі Воркменом та ударником Міккі Рокером. Гурт виконує в основному власний матеріал Грайса, що орієнтований на блюз, та композиції Кертіса Фуллера і Генка Джонса.
Альбом вийшов у 1960 році на лейблі New Jazz, дочірньому Prestige Records.

## Список композицій
1. «Back Breaker» (Джиджі Грайс) — 6:10
2. «Leila's Blues» (Джиджі Грайс) — 6:50
3. «Blues in the Jungle» (Джиджі Грайс) — 6:21
4. «Down Home» (Кертіс Фуллер) — 8:22
5. «Let Me Know» (Генк Джонс) — 4:46
6. «Jones' Bones» (Генк Джонс) — 7:13

## Учасники запису
- Джиджі Грайс — альт-саксофон
- Річард Вільямс — труба (1, 2, 4, 5)
- Річард Ваєндс — фортепіано
- Реджі Воркмен — контрабас
- Міккі Рокер — ударні

Технічний персонал
- Есмонд Едвардс — продюсер
- Руді Ван Гелдер — інженер
- Айра Гітлер — текст